# Burgruine Spielberg
Die Burgruine Spielberg (auch Ruine Spilberg) liegt rund einen Kilometer südwestlich von Langenstein im Bezirk Perg im Mühlviertel in Oberösterreich.

## Lage
Die heute im Gemeindegebiet von Langenstein befindliche Ruine war einst eine bedeutende Wasserburg auf einer Insel der Donau. Sie liegt heute in einer Aulandschaft, der Schlossau, ca. 600 Meter vom Donauufer entfernt.

## Beschreibung
Die Hochburg hat einen 35 Meter hohen romanischen Zinnenturm und ist von einer 16 Meter hohen Wallmauer umgeben. Die Burganlage umfasst eine Fläche von etwa 7500 m2. Das einstige Wasserschloss Spielberg wird bis heute bei Hochwasser durch die Donau umspült.

## Geschichte

### Antike
An der Stelle der Burg soll bereits in der Antike ein römischer Wachturm als Teil des Donaulimes gestanden sein. Zahlreiche in den Jahren 1941/42 von einem Häftlingskommando des Konzentrationslagers Gusen I aus der Bausubstanz der Burgruine geborgene römische Grabsteine unterstreichen den engen baugeschichtlichen Bezug zur Römerzeit. Der Donauhafen der ehemaligen römischen Donauflotte (classis Lauriacensis) des Legionslager Lauriacum dürfte nur etwa 1 Kilometer vom Burgfelsen entfernt gelegen sein. Die strategische Bedeutung des Platzes erschließt sich aus seiner historischen Grenzlage (Nordgrenze des römischen Reiches, Ostgrenze des Karolingerreiches) und der nahen Lage zu einem uralten Donauübergang gegenüber der Enns-Mündung, der von hier aus gesichert werden konnte.

### Mittelalter
Die eigentliche Burg Spielberg soll von den Herren von Perg und Machland gebaut worden sein und kam nach dem Tod Ottos von Machland im Jahre 1148 an Otto III. von Lengenbach (1130–1192), der ab 1188 Domvogt über die Besitzungen des Hochstiftes Regensburg im Herzogtum Österreich war. Im Jahre 1159 war Spielberg Lehen des Hochstifts Passau. Der Fund von Münzen aus dem Erzbistum Köln aus den Jahren 1156 und 1167 unterstreicht die frühe Bedeutung der damals an der Grenze zwischen dem Herzogtum Bayern und dem neu gegründeten babenbergischen Herzogtum Österreich gelegenen Festung.
In den landesfürstlichen Urbaren der Otakare (1197–1230) werden Besitzungen der Herrschaft Spielberg zwischen Abwinden (Gemeinde Luftenberg) und Stein (heute Langenstein) erwähnt. Noch 1230 besaß Otto V. von Lengenbach (1195–1236) als Domvogt von Regensburg die Burg Spielberg als Passauer Lehen. 1236 gelangte Spielberg an Friedrich II. von Babenberg, den Streitbaren, und damit an Österreich, nachdem Otto V. von Lengenbach bei einer Auseinandersetzung mit dem Herzog wegen der widerrechtlichen Aneignung von Besitzungen des Stiftes Garsten in der Riedmark ums Leben gekommen war. 1259 wurde ein Dietrich von Spielberg urkundlich erwähnt. Eberhard von Spielberg verkaufte dann zwischen 1273 und 1291 auch die Burg und Stadt Enns an König Rudolf I. von Habsburg.
Spielberg wurde in weiterer Folge als landesfürstliches Lehen oder als Pfandherrschaft häufig wechselnd vergabt. 1314 bis 1324 wurde der landesfürstliche Burggraf Hagen genannt. 1329 kam Spielberg als Leibgeding an Eberhard V. von Walsee und wieder als Pfandherrschaft an die Burggrafen Hagen. Diese bestätigten 1348 einen Tausch zwischen dem Burgpfarrer Ott und dem Kloster St. Florian.
Um 1353 verpfändete Herzog Albrecht II. (der Lahme) Spielberg gegen ein Darlehen von 600 Pfund an Erhart Hagen und gestattete ihm für die Erhaltung der Wehrbauten einen jährlichen Zuschuss von 50 Pfund aus der Maut zu Stein (heute Langenstein).
Am 29. April 1365 wurde Spielberg durch Herzog Rudolf IV., den Stifter, für Kriegszeiten zur ewigen Burggrafschaft dem Kloster St. Florian gegen den Verzicht alter Rechte in der Stadt Enns übergeben, mit der Auflage, die Veste (Festung) dem Hauptmann ob der Enns jederzeit offen zu halten. Auch Herzog Albrecht III. und Herzog Leopold III. bestätigten die Rechte von St. Florian auf Spielberg, behielten sich aber das Einlöserecht für die Burg vor.
Über das Kloster St. Florian gelangte Spielberg um 1390 für wenige Jahre als Pfand an Hans (Johann I.) von Liechtenstein. 1397 verlieh Herzog Albrecht IV. Spielberg zur Hälfte seinem Hauptmann ob der Enns, Reinprecht II. von Walsee, zum Leibgeding. 1455 belehnte König Ladislaus Postumus die Ruckendorfer mit Spielberg, welche Spielberg bereits 1475 wieder weiterverkauften. Aus der Zeit der Ruckendorfer ist auch ein Spielberger Banntaiding erhalten, welches vor allem Rechte und Pflichten der Untertanen in Langenstein und Au an der Donau regelte. 1484 belehnte Kaiser Friedrich III. den damaligen Landeshauptmann von Österreich ob der Enns, Bernhard von Scherffenberg, als Dank für seine Verdienste im Kampf gegen König Matthias Corvinus von Ungarn mit der Veste Spielberg als freiem Eigentum.

### Neuzeit

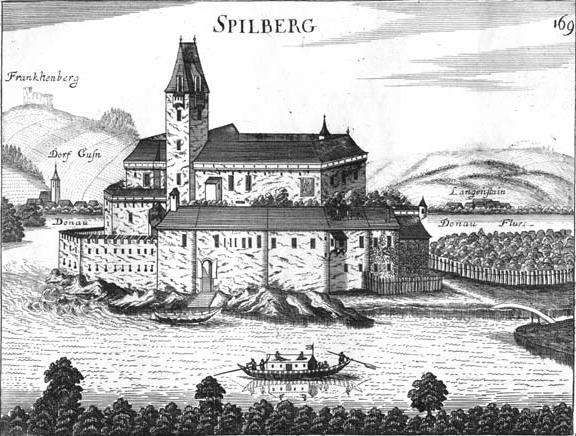
Spielberg, Stich von Georg Matthäus Vischer 1672; hinten die Orte Dorf Guʃn und Langenʃtain, hinten Ruine Frankenberg

Die durch den häufigen Besitzerwechsel damals schon etwas heruntergekommene Burg wurde von den Scherffenbergern verstärkt und ausgebaut, die Herrschaft Spielberg 1597 durch Kauf um das Amt Lorch erweitert. Noch 1594 zählte Spielberg zu den Fluchtorten und Hauptverteidigungsburgen des Landes ob der Enns in Kriegszeiten.
Aus der Zeit um 1600 ist ein Spielberger Banntaiding der Scherffenberger überliefert, welches 1650 erweitert wurde. Ebenso überliefert sind auch aus dem Jahr 1608 eine Fischereiordnung für das Eigen Au an der Donau und aus dem Jahr 1610 ein eigenes Urbar.
1619 wurde beim Schloss Spielberg eine Mautstelle an der Donau eingerichtet. Die Herrschaft Spielberg machte auch das Grundruhrrecht geltend und beschlagnahmte Schiffe, welche wegen der Stromschnellen nördlich des Schlosses verunglückt waren und sich nicht loskaufen konnten.
In den Wirren der oberösterreichischen Bauernkriege erreichte ein Bauernheer von 700 Mann unter Christoph Zeller am 29. Mai 1626 in Spielberg die Herausgabe von Waffen und Verpflegung. Die Burg Spielberg wurde zuletzt im 17. Jahrhundert in den Kriegen gegen die Schweden und gegen die Bayern als wichtiger militärischer Stützpunkt benutzt.
Der spätere Landeshauptmann von Österreich ob der Enns, David Ungnad von Weissenwolff erwarb die Burg 1671. Die Hinrichtung eines Spielberger Untertanen aus Langenstein „mit Feuer und Schwert“ im Jahre 1692 durch Helmhart Christoph von Weissenwolff führte durch die Grenzlage der Herrschaft Spielberg zwischen Traunviertel und Machlandviertel Anfang des 18. Jahrhunderts zu erheblichen Streitigkeiten zwischen den Inhabern der jeweiligen Landgerichte. Schloss Spielberg wurde im 18. Jahrhundert dem Verfall preisgegeben.

### Bis zur Gegenwart

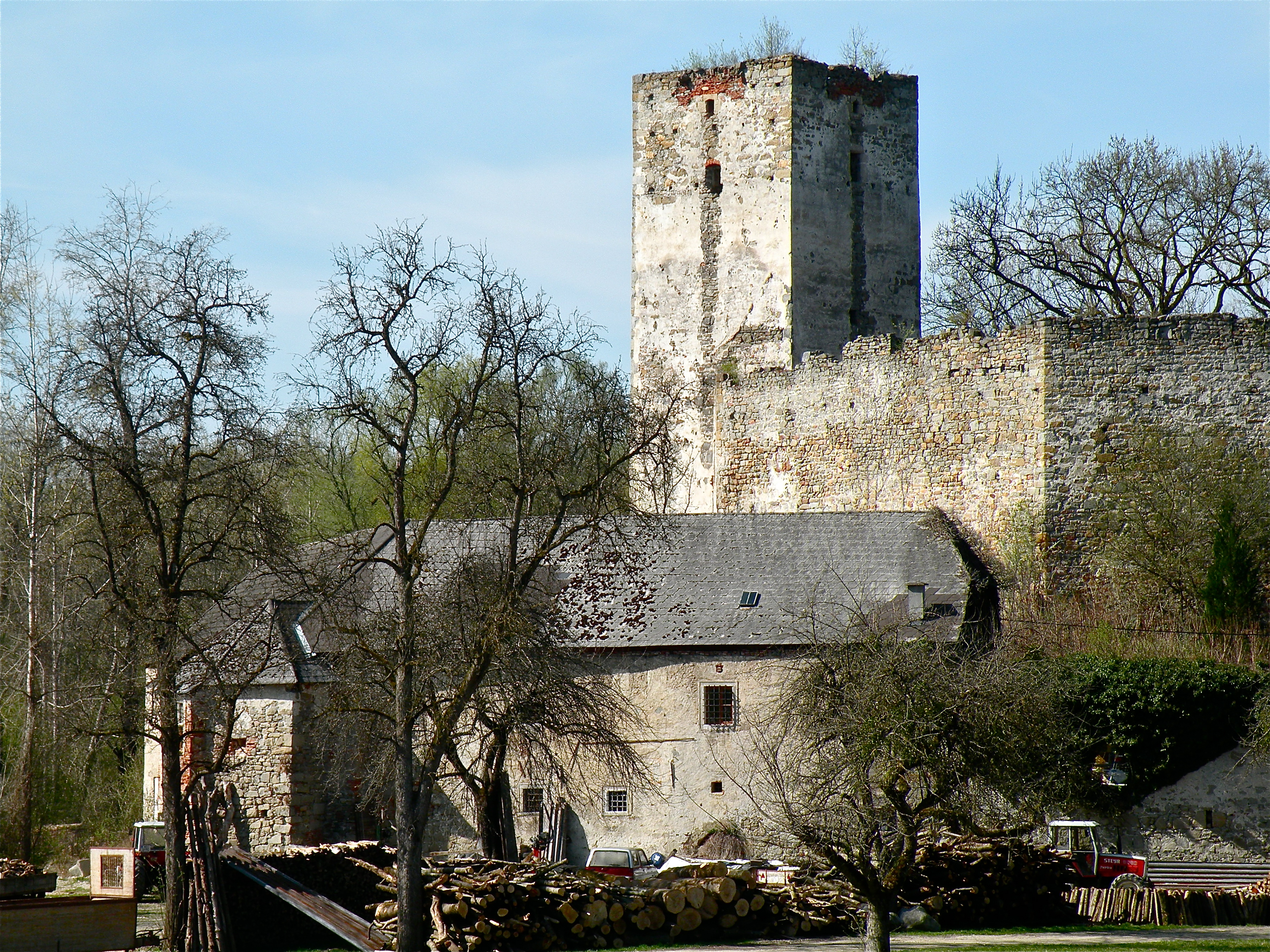
Ruine Spielberg, Südansicht

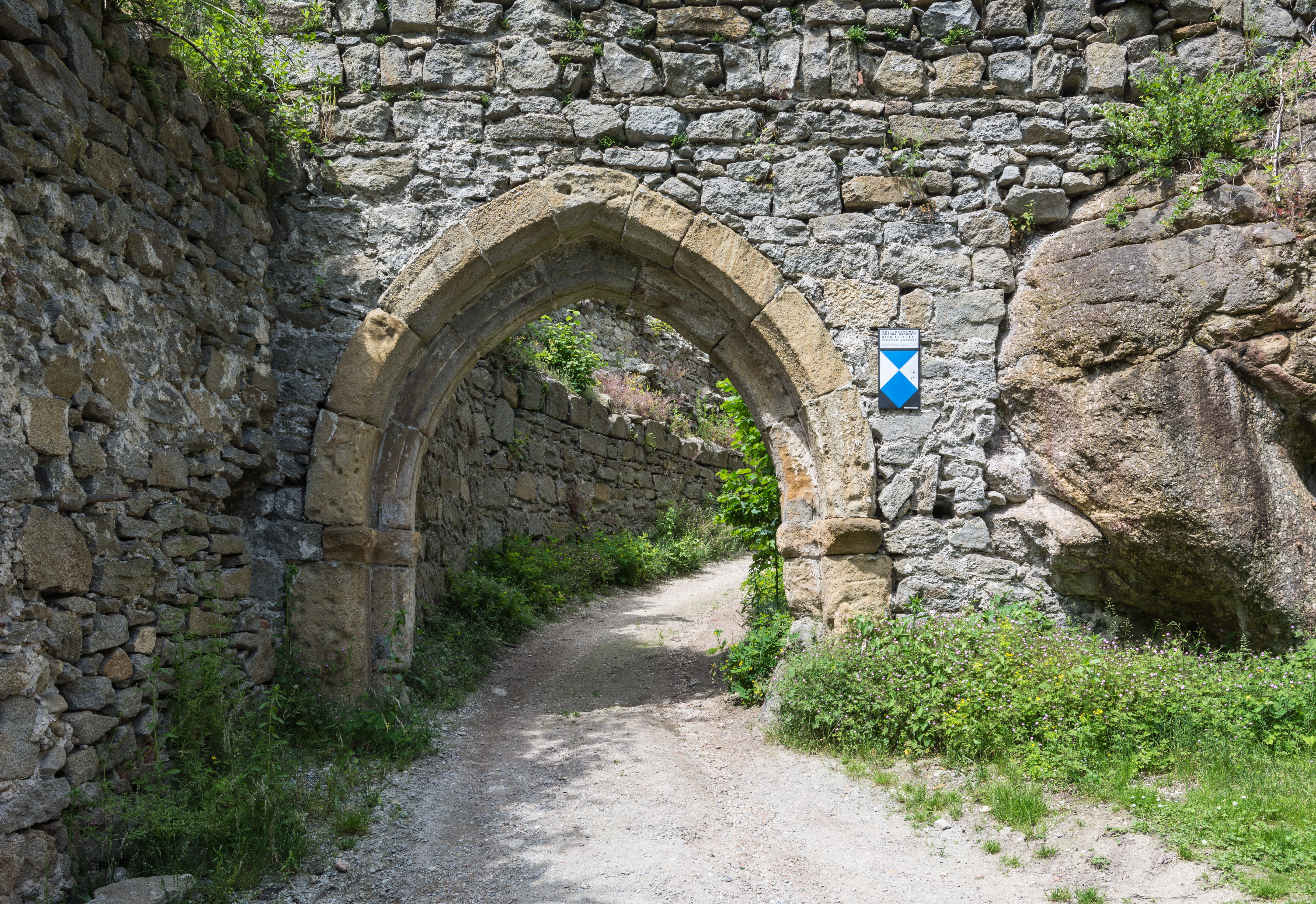
Das Tor nach dem Zwinger der Burg

Am 6. September 1936 war die Ruine Spielberg Schauplatz eines von illegalen Nationalsozialisten organisierten überregionalen Ritterfestes mit Riedmarkfeier. Schloss Spielberg nimmt in dem 1937 in Deutschland erschienenen Blut-und-Boden-Roman Die Beichte des Ambros Hannsen von Eduard Munninger zum Bauernaufstand unter Martin Aichinger ebenfalls einen prominenten Platz ein.
In den Jahren 1941 und 1942 wurden von Häftlingen des nahegelegenen Konzentrationslagers Gusen I umfangreiche archäologische Grabungen durchgeführt.
Die Ruine Spielberg wurde 1952 mit Luftenberg durch Henriette von Thurn und Taxis (aus dem Haus Weissenwolff) an Maria Immaculata Mensdorff-Pouilly (aus der Familie Thurn und Taxis) vererbt und ist seit 1980 mit Luftenberg im Besitz von deren Tochter Marie Antoinette Krassay.
Seit der Regulierung der Donau in der Mitte des 19. Jahrhunderts liegt die Ruine Spielberg, die traditionell der Ennser Ortschaft Enghagen angehörte, nördlich der Donau. Mit 1. Jänner 1997 wurde die Ruine Spielberg und ihr heute nördlich der Donau liegendes Umland aus der Stadtgemeinde Enns herausgelöst und der Gemeinde Langenstein und somit dem Mühlviertel zugeschlagen.
Im Frühjahr 2013 wurde der Verein Freunde der Burgruine Spilberg gegründet, der es sich zur Aufgabe machte, den Verfall des Objektes zu stoppen.